# Chalara laevis
Chalara laevis är en svampart som först beskrevs av B. Sutton & Hodges, och fick sitt nu gällande namn av P.M. Kirk 1984. Chalara laevis ingår i släktet Chalara, divisionen sporsäcksvampar och riket svampar.   Inga underarter finns listade i Catalogue of Life.